# Mercedes-Benz W201
Mercedes-Benz 190 (internbeteckning w201) är en personbil, tillverkad av den tyska biltillverkaren Mercedes-Benz mellan 1982 och 1993.
Mercedes kompaktbil introducerades i december 1982 och erbjöds i Sverige som 1984 års modell. Modellen väckte intresse från början då detta var första gången Mercedes gav sig in i den lilla kompaktklassen. Bilen erbjöds med både bensin- och dieselmotor. Alla versioner kallades 190, oavsett motorstorleken, till skillnad från W123-modellen där olika nummer baserade på motorns cylindervolym angavs.
Bilen försågs med multilänk-bakaxel, vilket senare även infördes i C- och  E-klassen. Airbags, ABS-bromsar och bältesförsträckare gjorde att säkerheten var god trots att bilen var lite mindre än tidigare modeller från Mercedes-Benz.
Bilen fick ett bra mottagande men ansågs dyr och trång i förhållande till sin storlek. Med tiden blev den dock en uppskattad modell och lade grunden till Mercedes-Benz volymserie C-klass.
Produktionen uppgick till 1 879 629 exemplar.
Versioner:
| Modell                    | Årsmodell | Motor                     | Cylindervolym | Effekt     | Bränslesystem      | Anm.        |
| ------------------------- | --------- | ------------------------- | ------------- | ---------- | ------------------ | ----------- |
| 190                       | 1982-1984 | M102: 4-cyl radmotor ohc  | 1997 cm³      | 90 hk      | Förgasare          |             |
| 190 E                     | 1982-89   | M102: 4-cyl radmotor ohc  | 1997 cm³      | 122 hk     | Bränsleinsprutning |             |
| 190 D                     | 1983-93   | OM601: 4-cyl radmotor ohc | 1997 cm³      | 72-75 hk   | Dieselmotor        |             |
| 190 E 2.3                 | 1983-89   | M102: 4-cyl radmotor ohc  | 2298 cm³      | 136 hk     | Bränsleinsprutning |             |
| 190 E 2.3-16              | 1983-88   | M102: 4-cyl radmotor dohc | 2299 cm³      | 185 hk     | Bränsleinsprutning |             |
| 190                       | 1985-89   | M102: 4-cyl radmotor ohc  | 1996 cm³      | 105 hk     | Förgasare          |             |
| 190 D 2.5                 | 1985-93   | OM602: 5-cyl radmotor ohc | 2497 cm³      | 90-94 hk   | Dieselmotor        |             |
| 190                       | 1986-91   | M102: 4-cyl radmotor ohc  | 1996 cm³      | 102 hk     | Förgasare          | Katalysator |
| 190 E                     | 1986-93   | M102: 4-cyl radmotor ohc  | 1997 cm³      | 118-122 hk | Bränsleinsprutning | Katalysator |
| 190 E 2.3                 | 1986-93   | M102: 4-cyl radmotor ohc  | 2298 cm³      | 132-136 hk | Bränsleinsprutning | Katalysator |
| 190 E 2.3-16              | 1986-88   | M102: 4-cyl radmotor dohc | 2299 cm³      | 170 hk     | Bränsleinsprutning | Katalysator |
| 190 D 2.5 Turbo           | 1986-93   | OM602: 5-cyl radmotor ohc | 2497 cm³      | 122-126 hk | Turbodiesel        |             |
| 190 E 2.6                 | 1986-89   | M103: 6-cyl radmotor ohc  | 2599 cm³      | 166 hk     | Bränsleinsprutning |             |
| 190 E 2.6                 | 1986-93   | M103: 6-cyl radmotor ohc  | 2599 cm³      | 160 hk     | Bränsleinsprutning | Katalysator |
| 190 E 2.5-16              | 1988-89   | M102: 4-cyl radmotor dohc | 2499 cm³      | 204 hk     | Bränsleinsprutning |             |
| 190 E 2.5-16              | 1988-93   | M102: 4-cyl radmotor dohc | 2499 cm³      | 195 hk     | Bränsleinsprutning | Katalysator |
| 190 E 2.5-16 EVOLUTION    | 1989      | M102: 4-cyl radmotor dohc | 2499 cm³      | 204 hk     | Bränsleinsprutning |             |
| 190 E 2.5-16 EVOLUTION    | 1989      | M102: 4-cyl radmotor dohc | 2499 cm³      | 195 hk     | Bränsleinsprutning | Katalysator |
| 190 E 2.5-16 EVOLUTION II | 1990      | M102: 4-cyl radmotor dohc | 2499 cm³      | 235 hk     | Bränsleinsprutning |             |
| 190 E 1.8                 | 1990-93   | M102: 4-cyl radmotor ohc  | 1797 cm³      | 109 hk     | Bränsleinsprutning | Katalysator |
| 190 E 3,2 AMG             | ?         | M103: 6-cyl radmotor ohc  | 3206 cm³      | 234 hk     | Bränsleinsprutning | Katalysator |